# Les Musiciens vagabonds
Pour plus de détails, voir Fiche technique et Distribution.
Les Musiciens vagabonds (Yidl mit'n fidl) est un film musical polonais de Joseph Green et Jan Nowina-Przybylski et sorti en 1936.

## Synopsis
Itke est une jeune violoniste qui voyage avec son père. Pour leur simplifier la vie, elle se déguise en homme et change de prénom pour s'appeler Yidl. En rencontrant deux musiciens, ils forment un quartet et Yidl tombe amoureuse d'un des deux musiciens. 

## Fiche technique
- Titre original : Yidl mit'n fidl
- Titre français : Les Musiciens vagabonds
- Autre titre français : Yidl et son violon
- Réalisation : Joseph Green et Jan Nowina-Przybylski
- Scénario : Joseph Green, d'après le roman de Konrad Tom
- Directeur de la photographie : Jakob Jonilowicz
- Musique : Abraham Ellstein
- Sociétés de production : Green-Film
- Pays d'origine :  Pologne
- Langue originale : yiddish
- Format : Noir et Blanc - 1.37:1 - Mono
- Genre : Comédie musicale
- Durée : 1h32 minutes
- Date de sortie
  -  Pologne : 30 septembre 1936
  -  France : 5 janvier 1938

## Distribution
- Molly Picon : Itke aka Judel / Yidl
- Simcha Fostel : Arie
- Leon Liebgold : Efraim
- Max Bozyk : Izak
- Dora Fakiel : Tajbele Lebskierowna
- Basia Liebdold